# The Sammus Theory
The Sammus Theory es una banda de rock de Phoenix, Arizona Estados Unidos y son los ganadores del Rockstar Uproar Festival Jaegermeister Battle of the Bands en Arizona de 2011.  Adicionalmente, la banda tenía lo mejor número de votas nacionalmente en 2011.
La banda también ganaba el Rockstar Uproar Festival Jaegermeister Battle of the Bands en Greenwood Village, Colorado de 2010.
Adicionalmente, el grupo se había mostrado en MTV2 como artista destacado con un video presentado diadariamente desde marzo de 2008. y participaron en The Big Rock Show con Tina Peek.
En el 27 de diciembre de 2013, la banda anunciaba su terminación.  En 2014, Sam Hughes y Jeremy Tabor empezaban una nueva banda que se llama Buried as Thieves.
En 27 de enero de 2015, la banda lanzaba Ultimate Collection, un álbum recopilatorio que contiene canciones de sus cuatro álbumes del estudio y sus tres álbumes extended play.

## Músicos
Miembros 

Sam Hughes – Vocales

Kyle Welnel – Guitarra/Vocales

Jeremy Tabor – Guitarra

Marshall Harrod – Batería

Brent Gilliland - Bajo
 Antiguos miembros 

Bill Elliott – Bajo

Brian Hill - Bajo

Dan Johnson - Batería

### Fotos

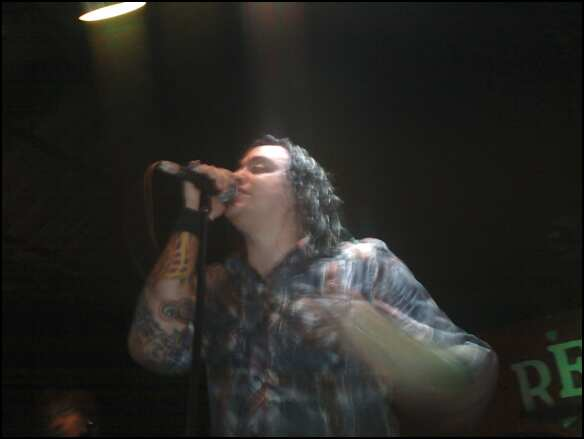
Sam Hughes
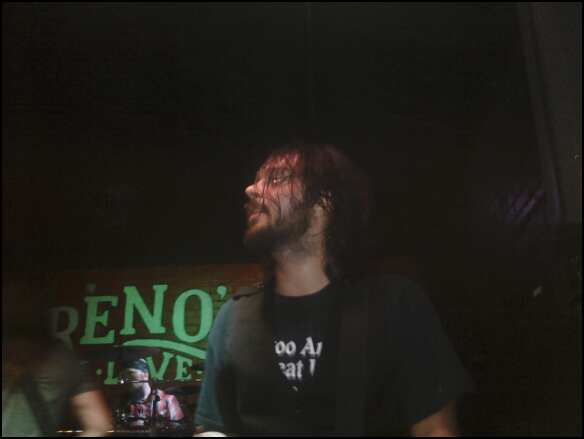
Brent Gilliland
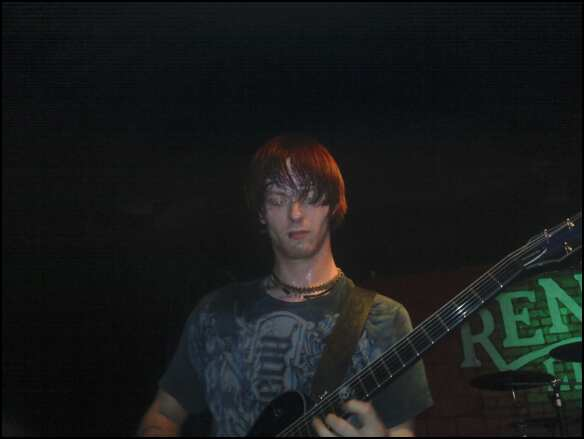
Jeremy Tabor
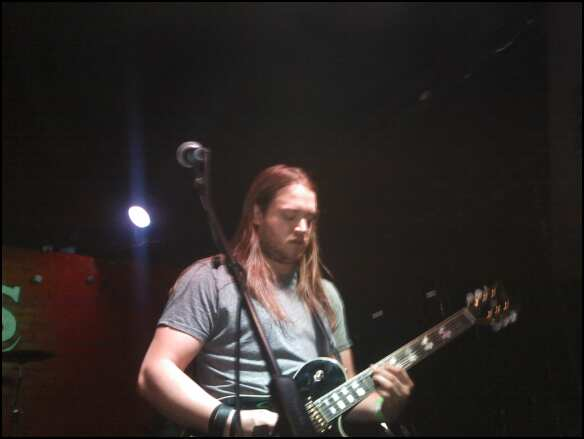
Kyle Welnel
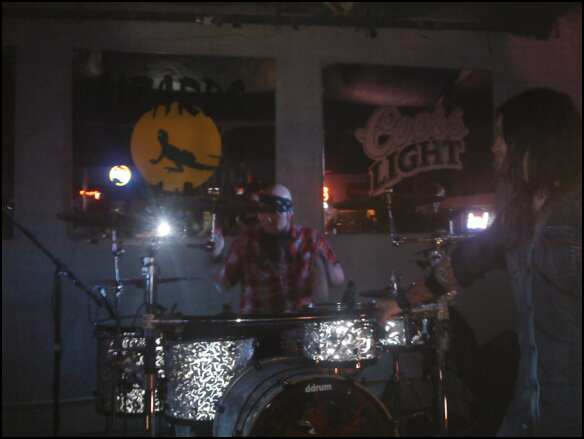
Marshall Harrod

## Discografía
La discografía de The Sammus Theory, consiste de cuatro álbumes de estudio, tres álbumes extended play, tres videos musicales y un álbum recopilatorio.

### Álbumes de estudio
- entitled anonymous  (2013)
- Trusting The Liar  (2011)[16]
- See It Through  (2007)
- Man Without Eyes  (2005)

### Álbumes extended play
- Signs (2010)
- Leaders of Decay (2008)
- Something Special (2006)

### Álbumes recopilatorios
- Ultimate Collection  (2015)[10][11]

### Videos de música
- Your Time (2011)
- Hindsight (2009)
- Pure (2009)

## Trivia
En 2016, Sam Hughes hizo una prueba para el cantante de Stone Temple Pilots.